# Lasioglossum danforthi
Lasioglossum danforthi là một loài Hymenoptera trong họ Halictidae. Loài này được McGinley mô tả khoa học năm 2003.